# Muraenolepididae
Muraenolepididae är en familj av fiskar som ingår i ordningen torskartade fiskar. Enligt Catalogue of Life omfattar familjen Muraenolepididae 9 arter. Familjen är ensam i underordningen Muraenolepioidei.
Arterna lever i havsområden kring Antarktis. De blir cirka 20 cm långa och påminner i viss mån om korta ålar. Kännetecknande är en ensam tagg framför ryggfenan och att bröstfenorna ligger på strupen.
Släkten enligt Catalogue of Life:
- Muraenolepis
- Notomuraenobathys